# Georg von Kopp
Georg von Kopp, nemški duhovnik, škof in kardinal, * 25. julij 1837, Duderstadt, † 4. marec 1914.

## Življenjepis
28. avgusta 1862 je prejel duhovniško posvečenje.
15. novembra 1881 je bil imenovan za škofa Fulde; škofovsko posvečenje je prejel 27. decembra istega leta. 9. avgusta 1887 je bil imenovan za škofa Wrocława.
16. januarja 1893 je bil povzdignjen v kardinala in imenovan za kardinal-duhovnika S. Agnese fuori le mura.